# 海塘鳢属
海塘鳢属（学名：Thalasseleotris）为鰕虎鱼目鰕虎鱼亚目海塘鱧科下的一个属。

## 下属物种
本属包括以下物种：
- 海塘鱧 Thalasseleotris adela Hoese & Larson, 1987
- Thalasseleotris iota Hoese & Roberts, 2005
- Thalasseleotris whatua Schwarzhans, 2019

## 扩展阅读
- 維基物種上的相關：海塘鱧属
- WoRMS数据：http://www.marinespecies.org/aphia.php?p=taxdetails&id=271071 （页面存档备份，存于）